# Adolf Wittelsbach
Adolf Wittelsbach (ur. 27 września 1300 w Wolfratshausen, zm. 29 stycznia 1327 w Neustadt an der Weinstraße) – tytularny hrabia Palatynatu Reńskiego.
Syn księcia Górnej Bawarii i Palatynatu Rudolfa I Wittelsbacha i Matyldy Nassau. Jego dziadkami byli: książę Górnej Bawarii Ludwik II Wittelsbach i Matylda Habsburg oraz król niemiecki Adolf i Imagina von Isenburg-Limburg.
W 1313 roku ojciec Adolfa podpisał wraz z bratem Ludwikiem porozumienie mające zakończyć wojnę domową. Rudolf otrzymał Palatynat, zaś Ludwik Górną Bawarię. Po wyborze Ludwika na cesarza rzymskiego i dalszych konfliktach między braćmi, cesarz zajął Palatynat, a Rudolf wraz z synami udał się na emigrację. Rudolf umarł w 1319 roku. Adolf został tytularnym hrabią Palatynatu Reńskiego. Tytuł ten uprawniał go do udziału w elekcji cesarskiej. Adolf nie mogąc porozumieć się z wujem, nadal przebywał na emigracji.
W 1320 roku ożenił się z Irmengard von Öttingen, córką hrabiego Ludwika VI von Öttingen. Para miała czwórkę dzieci:
- Ruprechta (1325-1398) – elektora Palatynatu Reńskiego
- Adolfa
- Fryderyka
- córkę

Adolf zmarł w 1327 roku, jego następcą został brat Rudolf II Wittelsbach. Bracia Adolfa podpisali z wujem porozumienie w 1329, na mocy którego Ludwik wycofał się z Palatynatu przekazując władzę Rudolfowi.